# Fiat Croma
Fiat Croma je automobil talijanskog marke Fiat i proizvodio se od 1985. – 1996. i 2005. – 2010. godine.

## Prva generacija (154)
Prva generacija, model 154, se proizvodio od 1985. – 1996. godine. Manje preinake su bile 1991. godine.

### Motori
- 1.6 L, 61 kW (83 KS)
- 2.0 L, 66 kW (90 KS)
- 2.0 L, 74 kW (100 KS)
- 2.0 L, 85 kW (115 KS)
- 2.0 L, 88 kW (120 KS)
- 2.0 L, 101 kW (137 KS)
- 2.0 L turbo, 110 kW (150 KS)
- 2.0 L turbo, 114 kW (155 KS)
- 2.5 L, 118 kW (160 KS)
- 1.9 L turbo dizel, 68 kW (92 KS)
- 2.5 L dizel, 55 kW (75 KS)
- 2.5 L turbo dizel, 74 kW (100 KS)
- 2.5 L turbo dizel, 85 kW (115 KS)

## Druga generacija (194)
Druga generacija, model 194, se proizvodio od 2005. – 2010. godine. Manje preinake su bile 2007. godine.

### Motori
- 1.8 L, 103 kW (140 KS)
- 2.2 L, 108 kW (147 KS)
- 1.9 L turbo dizel, 85 kW (115 KS)
- 1.9 L turbo dizel, 88 kW (120 KS)
- 1.9 L turbo dizel, 100 kW (136 KS)
- 1.9 L turbo dizel, 110 kW (150 KS)
- 2.4 L turbo dizel, 147 kW (200 KS)